# بوغدان جوراتوني
بوغدان جوراتوني (بالرومانية: Bogdan Juratoni)‏ (مواليد 17 يونيو 1990) هو ملاكم روماني، مثّل بلاده في الألعاب الأولمبية الصيفية 2012.

## روابط خارجية
بوغدان جوراتوني على موقع أوليمبيديا (الإنجليزية)